# Alessandra Sperb
Alessandra Alves Sperb (Porto Alegre, 3 de março de 1985) é voleibolista indoor brasileira que atuando como Líbero que serviu a Seleção Brasileira em todas as categorias de base, conquistando o título do Campeonato Sul-Americano em 2000 na Venezuela e a medalha de prata no Campeonato Mundial em 2001 na Croácia, ambos resultados na categoria infanto-juvenil e pela categoria juvenil conquistou  o ouro no Campeonato Sul-Americano de 2002 na Bolívia e título do Campeonato Mundial em 2003 na Tailândia, e foi semifinalista pela Seleção Juvenil o Salonpas Cup de 2003.Pela Seleção Brasileira de Novas foi semifinalista nos Jogos Pan-Americanos de Santo Domingo em 2003 e foi semifinalista na primeira participação do país em uma edição da Copa Pan-Americana em 2003 no México.

## Carreira
Alessandra inicia sua carreira no Grêmio Náutico União permanecendo neste de 1999 a 2000.Desde 1999 já servia a Seleção Brasileira nas categorias de base, convocada para compor a equipe infanto-juvenil do pais em preparação para o Campeonato Mundial Infanto-Juvenil em Funchal-Portugal.
Também representou a Seleção Gaúcha  em 2000 na categoria infanto-juvenil conquistando o título do Campeonato Brasileiro de Seleções disputado em Nova Iguaçu-Rio de Janeiro eleita a Melhor Jogadora da edição.
No ano de 2000 representou a Seleção Brasileira no Campeonato Sul-Americano Infanto-juvenil disputado em Valencia-Venezuela conquistando o ouro e  a qualificação para o Campeonato Mundial da categoria no ano seguinte, além de ser eleita a Melhor Recepção e a Melhor Defensora da edição.No ano seguinte foi convocada para disputar o Campeonato Mundial Infanto-juvenil  realizado em Pula-Croácia e conquistou a medalha de prata nesta edição.
Em 2002 foi convocada para Seleção Brasileira, categoria juvenil, para disputar o Campeonato Sul-Americano Juvenil em La Paz-Bolívia e conquistou nesta competição a medalha de ouro.Na temporada 2002-03 defendeu o Açúcar União/São Caetano.
Alessandra foi convocada pelo técnico Waldson Lima no ano de 2003 para defender pela categoria juvenil a Seleção Brasileira e vestindo a camisa#8 fez parte do grupo que conquistou a medalha de ouro no Campeonato Mundial Juvenil em Suphanburi-Tailândia conquistando a medalha de ouro e foi a segunda melhor atleta no fundamento da recepção e a quarta melhor defensora da edição e a quadragésima segunda melhor  atleta no fundamento de levantamento.
Ainda no ano de 2003 foi convocada para Seleção Brasileira de Novas (Seleção B) para disputar a edição dos Jogos Pan-Americanos de Santo Domingo-República Dominicana e na qual avançou as semifinais, mas o selecionado brasileiro foi eliminado pela seleção anfitriã e na disputa pelo bronze nova derrota, encerrando na quarta colocação em sua primeira participação nesta competição.Pela Seleção Brasileira de Novas disputou a Copa Pan-Americana de 2003 em Saltillo-México, esta foi a primeira participação do pais na história desta competição, oportunidade que encerrou na quarta colocação e foi eleita a  Melhor Defensora  da edição.
Nas competições do período esportivo de 2003-04  atuou pelo MRV/Minas conquistou o título do Campeonato Mineiro de 2003.Disputou a edição do Salonpas Cup de 2003 sediado nas cidades brasileiras João Pessoa, Natal e Recife, atuando pela Seleção Brasileira Juvenil encerrando na quarta posição e eleita a Melhor Recepção da edição.
Ainda pelo voleibol mineiro é contratada na jornada 2004-05 pelo Sesi Esporte/Uberlândia e encerrou na oitava colocação da correspondente Superliga Brasileira A Transferiu-se para o voleibol espanhol na temporada  2005-06, época na qual defendeu o Ribeira Sacra Monforte encerrando na décima segunda posição da Superliga Espanhola A.
Retornou ao Brasil para defender o AD Santo André na temporada 2006-07.Voltou atuar no voleibol espanhol Valeriano Allés Menorca Volei na jornada 2007-08 encerrando na nona posição na Superliga Espanhola A referente a este período.
Repatriada na temporada 2008-09 pelo Vôlei Futuro e terminou na sétima colocação do Campeonato Paulista de 2008 e disputou a Superliga brasileira a correspondente a esta jornada e por este disputou a Superliga Brasileira A correspondente encerrando na décima colocação.
Cursou Psicologia na  Universidade Metodista do Sul (Ipa) de 2008 a 2014.

## Títulos e Resultados
- 2008- 7º Lugar da Campeonato Paulista[19]
- 2008-09-10º Lugar da Superliga Brasileira A
- 2007-08- 9º lugar da Superliga A Espanhola[18]
- 2005-06- 12º lugar da Superliga A Espanhola[15]
- 2004-05- 8º lugar da Superliga Brasileira A[14]
- 2003-4º lugar do Salonpas Cup[2]
- 2003-4º lugar da Copa Pan-Americana (Saltillo,  México)[2]
- 2003-4º lugar dos Jogos Pan-Americanos (Santo Domingo,  República Dominicana)[2][11]
- 2000-Campeã do Campeonato Brasileiro de Seleções Infanto-Juvenil[4]

## Premiações Individuais
- Melhor Defesa da Copa Pan-Americana de 2003[2]
- 2ª Melhor Recepção do Campeonato Mundial Juvenil de 2003[2]
- 4ª Melhor Defesa do Campeonato Mundial Juvenil de 2003[2]
- Melhor Recepção do Salonpas Cup de 2003[2]
- Melhor Defesa do Campeonato Sul-Americano Infanto-Juvenil de 2000[2]
- Melhor Recepção do Campeonato Sul-Americano Infanto-Juvenil de 2000[2]
- MVP do Campeonato Brasileiro de Seleções Estaduais Infanto-Juvenil de 2000[4]